# Mikael Anzén

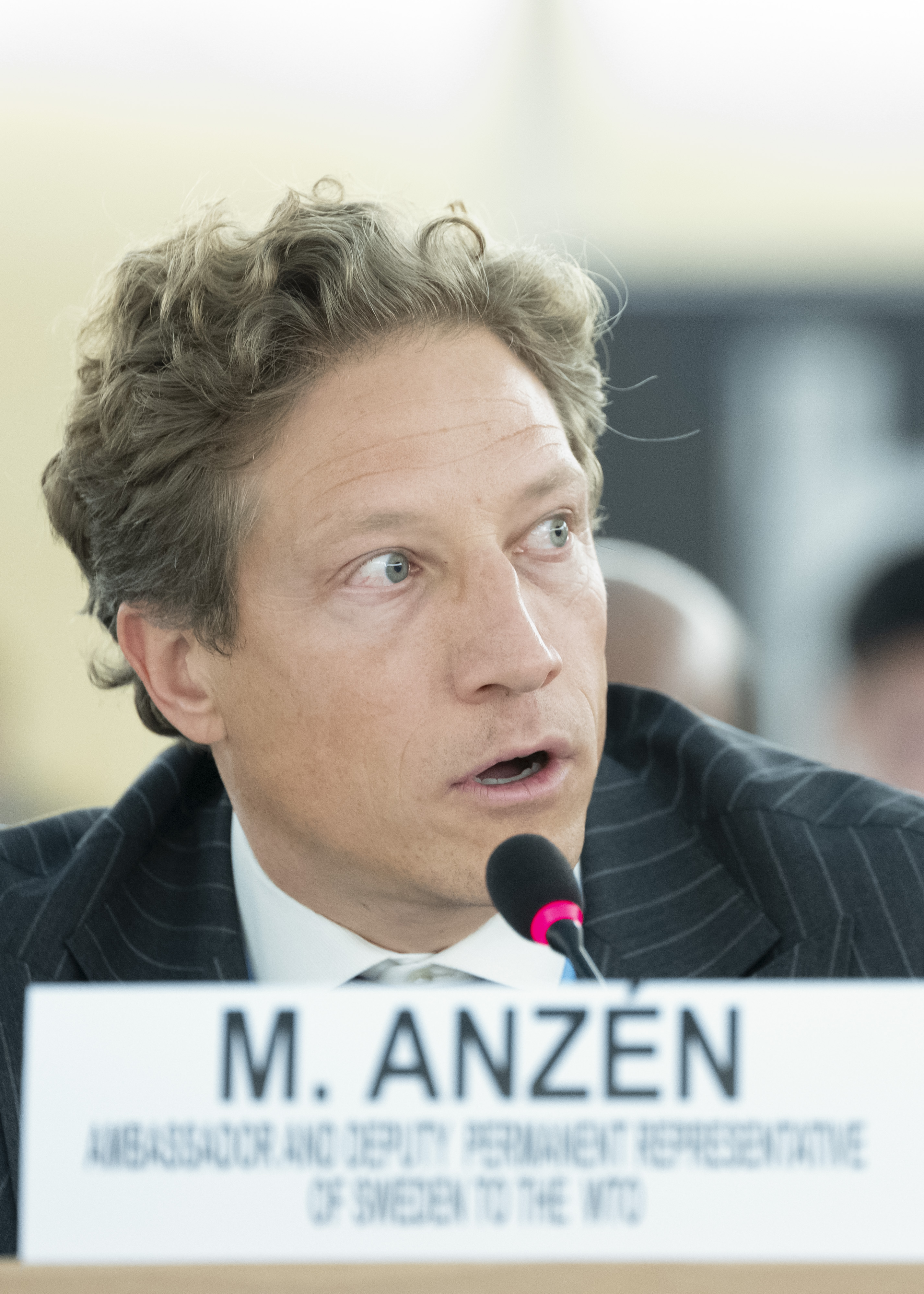
Anzén 2018.

Mikael Anzén ist ein schwedischer Diplomat.

## Leben
Anzén hat einen Master in Politikwissenschaften der Universität Stockholm und ein Diplom des Institute des Sciences Politiques aus Grenoble. Er arbeitet seit 2002 für das Außenministerium. Er war über vier Jahre in der Botschaft in Brüssel tätig, insbesondere im Bereich des Handels. Von 2005 bis 2006 arbeitete er in der Ständigen Vertretung Schwedens bei der WTO. Anzén war Teil des Teams, was den Schwedischen Vorsitz im Arktischen Rat 2011 bis 2013 betreute. Dort war er beteiligt an den Verhandlungen für die Errichtung eines Sekretariats. Seit September 2018 war er Ständiger Vertreter seines Landes bei der Welthandelsorganisation. In dieser Kapazität war er von 2020 bis 2021 Vorsitzender des Rates für den Handel mit Waren und beteiligt am Trade Policy Review Costa Ricas im Jahr 2019 und Tongas im Jahr 2021. Er war Vorsitzender der Arbeitsgruppe für den WTO-Beitritt Somalias und des Lenkungsausschusses für das Enhanced Integrated Framework. Seine Nachfolgerin im Amt des Ständigen Vertreters ist seit September 2023 Nina Tornberg.